# Sonamoo
SONAMOO (hangul: 소나무; estilizado como sonAmoo, literalmente Árbol de Pino) es un grupo femenino de siete miembros surcoreano formado por TS Entertainment. Sus fanes se llaman Solbangul (hangul: 솔방울), que significa cono de pino. El 29 de diciembre de 2014, Sonamoo hizo su debut oficial con el EP, Deja Vu. El grupo estaba formado por Sumin, Minjae, D.ana, Nahyun, Euijin, High.D y NewSun.

## Carrera

### 2014-2015: Debut conDeja Vuy regreso conCushion
El 29 de diciembre de 2014, Sonamoo oficialmente debutó con el lanzamiento de su debut EP, Deja Vu y celebró su debut showcase. El álbum debutó en el número uno en el Álbum Chart semanal de Gaon. El 25 de febrero de 2015, comenzaron a promover otra canción del álbum, «Just Go».
El primer show en el extranjero de Sonamoo fue en Japón el 15 de marzo de 2015, actuando en Shibuya y también desfiló para Onitsuka Tiger x Andrea Pompilio.
Ellas tuvieron su segunda actividad en el extranjero en Singapur el 22 de mayo de 2015 para el Kpop Night Out Music Matters en Clarke Quay.
El 20 de julio de 2015, Sonamoo hizo su regreso con Cushion a través de su showcase y el lanzamiento del video musical a través del canal oficial de YouTube de TS Entertainment. La canción principal fue coproducida por EastWest y ₩uNo, quien es conocido por ser el exmiembro de Speed, Taewoon. Las miembros D.ana y NewSun también participaron en la redacción de la parte de rap para dos canciones: «Deep» y «Let's Make A Movie». El 1 de septiembre de 2015, comenzaron a promover «Round N Round», otra canción del álbum.

### 2016-2021: Demandas de Nahyun y Sumin, cierre de TS y disolución
El 10 de junio de 2016 TS Entertainment anunció que el grupo tendría un regreso con su tercer EP I Like U Too Much.
El 21 de diciembre, TS Entertainment anunció que el grupo volvería con su primer álbum sencillo el 9 de enero de 2017. El sencillo principal es una pista de baile más brillante producida por el creador de éxito Shin Hyuk.
El 27 de julio, TS Entertainment reveló una imagen teaser para Happy Box Project de Sonamoo , revelando que el grupo lanzará tres sencillos en el transcurso de varios meses. El primer sencillo "Friday Night" fue lanzado el 14 de agosto. La parte de rap del sencillo está escrita por NewSun. 
Se confirmó que el miembro Euijin era un concursante del KBS Idol Rebooting Project The Unit , que se emitió por primera vez el 28 de octubre de 2017.  El 6 de noviembre, Sonamoo continuó con su Happy Box Project lanzando su sencillo "I (Knew It)". El sencillo es una pista de baile de tempo medio compuesta por el creador de éxitos e.one, que ha trabajado anteriormente con Wonder Girls . 
Al 23 de septiembre de 2019, tanto Nahyun como Sumin han presentado demandas para rescindir su contrato con TS Entertainment. 
En enero de 2021, el sello de Sonamoo, TS Entertainment, cerró de forma privada y eliminó su sitio web, dejando el destino del grupo desconocido. 
El 9 de septiembre de 2021, Euijin firmó un contrato con Mellow Entertainment, confirmando que había dejado TS Entertainment y el grupo. El 11 de septiembre, Minjae y NewSun también confirmaron que dejaron la empresa. El 13 de septiembre, D.ana confirmó que también había dejado la empresa. El 30 de diciembre, High.D confirmó que había dejado la empresa y el grupo. Dado que todos los miembros, excepto New Sun, firmaron con nuevas compañías, se supone que el grupo se disolvió silenciosamente después del cierre de TS Entertainment a principios de 2021.

### 2024-presente: Regreso
En 2024, las miembros del grupo anunciaron su regreso para trabajar en nuevos proyectos juntas.

## Miembros
| Nombre artístico | Nombre artístico | Nombre de nacimiento | Nombre de nacimiento | Fecha de nacimiento                | Lugar de nacimiento                | Posición                     |
| Romanización     | Hangul           | Romanización         | Hangul               | Fecha de nacimiento                | Lugar de nacimiento                | Posición                     |
| ---------------- | ---------------- | -------------------- | -------------------- | ---------------------------------- | ---------------------------------- | ---------------------------- |
| Sumin            | 수민             | Ji Su-min            | 지수민               | 3 de marzo de 1994 (31 años)       | Yongin, Gyeonggi, Corea del Sur    | Líder, vocalista y bailarina |
| Minjae           | 민재             | Song Min-jae         | 성민재               | 18 de diciembre de 1994 (30 años)  | Haeundae-gu, Busan, Corea del Sur  | Vocalista y bailarina        |
| D.ana            | 디애나           | Jo Eun-ae            | 조은애               | 10 de septiembre de 1995 (29 años) | Gangnam-gu, Seúl, Corea del Sur    | Rapera y bailarina           |
| Nahyun           | 나현             | Kim Na-hyun          | 김나현               | 9 de diciembre de 1995 (29 años)   | Yangcheon-gu, Seúl, Corea del Sur  | Vocalista y bailarina        |
| Euijin           | 의진             | Hong Eui-jin         | 홍의진               | 8 de octubre de 1996 (28 años)     | Nam, Gwangju, Corea del Sur        | Vocalista y bailarina        |
| High.D           | 하이디           | Kim Do-hee           | 김도희               | 21 de diciembre de 1996 (28 años)  | Suwon, Gyeonggi, Corea del Sur     | Vocalista y bailarina        |
| New Sun          | 뉴썬             | Choi Yoon-sun        | 최윤선               | 19 de junio de 1997 (27 años)      | Dongdaemun-gu, Seúl, Corea del Sur | Rapera, bailarina y maknae   |

## Discografía

### Álbumes

#### EP
| Título                                                                                      | Detalles del álbum | Posiciones en gráficos | Ventas        |
| Título                                                                                      | Detalles del álbum | COR                    | Ventas        |
| ------------------------------------------------------------------------------------------- | --- | ---------------------- | ------------- |
| Deja Vu                                                                                     | - Lanzamiento: 29 de diciembre de 2014 - Discográfica: TS Entertainment, LOEN Entertainment - Formatos: CD y descarga digital | 1                      | - COR: 4,260+ |
| Cushion                                                                                     | - Lanzamiento: 20 de julio de 2015 - Discográfica: TS Entertainment, LOEN Entertainment - Formatos: CD y descarga digital     | 7                      | - COR: 4,196+ |
| I Like U Too Much                                                                           | - Lanzamiento: 29 de junio de 2016 - Discográfica: TS Entertainment, LOEN Entertainment - Formatos: CD y descarga digital     | 7                      | - COR: 4,387+ |
| "—" denota los lanzamientos que no han sido publicados o no se han publicado en esa región. | |                        |               |

### Álbum sencillo
| Título                                                                                      | Detalles del álbum | Posiciones en gráficos | Ventas        |
| Título                                                                                      | Detalles del álbum | COR                    | Ventas        |
| ------------------------------------------------------------------------------------------- | --- | ---------------------- | ------------- |
| I Think I Love U                                                                            | - Lanzamiento: 9 de enero de 2017 - Discográfica: TS Entertainment, LOEN Entertainment - Formatos: CD y descarga digital | 13                     | - COR: 2,999+ |
| "—" denota los lanzamientos que no han sido publicados o no se han publicado en esa región. | |                        |               |

### Sencillos
| Título                                                                                      | Año  | Posiciones en gráficos | Ventas (Descargas) | Álbum             |
| Título                                                                                      | Año  | COR                    | Ventas (Descargas) | Álbum             |
| ------------------------------------------------------------------------------------------- | ---- | ---------------------- | ------------------ | ----------------- |
| «Deja Vu»                                                                                   | 2014 | 109                    | - COR: 14,030+     | Deja Vu           |
| «빙그르르» (Binggeuleuleu; Round and Round)                                                 | 2015 | 114                    | - COR: 15,837+     | Cushion           |
| «넘나 좋은 것» (Neomna Joheun Geot; I Like U Too Much)                                      | 2016 | 123                    | - COR: 22,591+     | I Like U Too Much |
| «나 너 좋아해?» (Na Neo Johahae?; I Think I Love U)                                         | 2017 | —                      | —                  | I Think I Love U  |
| "—" denota los lanzamientos que no han sido publicados o no se han publicado en esa región. |      |                        |                    |                   |

### Apariciones en bandas sonoras
| Título                                                                                      | Año  | Posiciones en gráficos | Ventas (Descargas) | Álbum           |
| Título                                                                                      | Año  | COR                    | Ventas (Descargas) | Álbum           |
| ------------------------------------------------------------------------------------------- | ---- | ---------------------- | ------------------ | --------------- |
| «First Kiss»                                                                                | 2016 | —                      | —                  | The Miracle OST |
| "—" denota los lanzamientos que no han sido publicados o no se han publicado en esa región. |      |                        |                    |                 |

### Videos musicales
| Año  | Título                              | Duración | Notas                                                   |
| ---- | ----------------------------------- | -------- | ------------------------------------------------------- |
| 2014 | «Deja Vu» (데자뷰)                  | 3:46     | Canción debut                                           |
| 2015 | «Just Go» (가는거야)                | 3:45     | El video musical fue grabado en Japón durante un evento |
| 2015 | «Cushion» (쿠션)                    | 3:44     |                                                         |
| 2016 | «I Like U Too Much» (넘나 좋은 것)  | 4:24     |                                                         |
| 2016 | «First Kiss»                        | 3:47     |                                                         |
|      | «I Think I Love You»(나 너 좋아해?) | 4:20     |                                                         |
|      | «Friday Night» (금요일밤)           |          |                                                         |
|      | «I (knew it)» (아이)                |          |                                                         |

## Filmografía

### Apariciones en videos musicales
| Año  | Canción                        | Artista         | Miembro                              |
| ---- | ------------------------------ | --------------- | ------------------------------------ |
| 2011 | «Never Give Up»                | Bang&Zelo       | Sumin, D.ana, Euijin High.D, New Sun |
| 2012 | «Stop It»                      | B.A.P           | Minjae, D.ana, Euijin, New Sun       |
| 2012 | «Secret Love»                  | B.A.P           | Euijin                               |
| 2013 | «I Do I Do» (Versión coreana)  | Secret          | Nahyun, New Sun                      |
| 2014 | «I Do I Do» (Versión japonesa) | Secret          | Nahyun, New Sun                      |
| 2014 | «1004» (Angel)                 | B.A.P           | Sumin, Nahyun                        |
| 2015 | «One Dream One Korea»          | Varios artistas |                                      |

## Premios y nominaciones

### MelOn Music Awards
| Año  | Recibe  | Premio         | Resultado |
| ---- | ------- | -------------- | --------- |
| 2015 | Sonamoo | Newcomer Award | Nominado  |

### Otros
| Año  | Premios                      | Categoría                         | Resultado |
| ---- | ---------------------------- | --------------------------------- | --------- |
| 2015 | KMC Radio Awards             | Best Female Dance Performance     | Ganador   |
| 2017 | Soribada Best K-Music Awards | New Korean Wave Music Star Awards | Ganador   |